# Horrem genannt Schramm (Adelsgeschlecht)

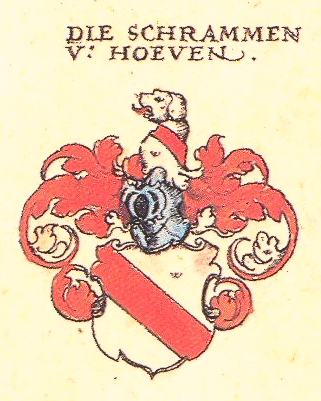
Wappen aus Siebmachers Wappenbuch (1605)

Die Adelsfamilie von Horrem genannt Schramm, auch von Hornumb oder von Hornum und später auch von Horn genannt Schramm, ist ein altes niederrheinisches Adelsgeschlecht von ritterlicher Abstammung. Der Ursprung des Geschlechtes wird auf der Stammburg Hemmersbach bei Horrem vermutet. Als Ort der Herkunft diskutiert werden aber auch die Orte Horr, Hoeven und Büttgen, die allesamt am Niederrhein liegen. Zweige der Familie gelangten um 1600 auch nach Wittgenstein, Nassau und Hessen, wo die Familie um 1700 kurzzeitig auch Mitglied der Althessischen Ritterschaft wurde.

## Geschichte
Vor 1200 wird eine gemeinsame Abstammung mit den Herren von Hemmersbach vermutet. Mit dem eigentlichen Namen der Familie ist als erster ein Ritter „Gottfried von Horrem genannt Schramm“ überliefert, der 1288 in der Schlacht von Worringen gefallen ist. Die gesicherte Stammfolge beginnt allerdings erst mit einem weiteren Gottfried von Horrem genannt Schramm zu Holzheim, der um 1400 als Vater der beiden Brüder Paulus und Heinrich genannt wird, die auch als erstes mit dem Lehen über den Schrammenhof in Büttgen in Verbindung zu bringen sind. Der Vorgängerbau dieses Hofes war eine befestigte Motte neben der Pfarrkirche St. Aldegundis in Büttgen. Im 16. Jahrhundert mussten sich das Erbe in Büttgen zwei Brüder Johann (verheiratet mit Edelind von Krevet, gestorben 1573) und Wilhelm (verheiratet mit Bela von Essen, gestorben 1564) teilen, was zu Erbstreitigkeiten führte, die bis vor dem Reichskammergericht ausgetragen werden mussten. Wilhelm von Hornum hatte als junger Ritter vor Wien 1529 gegen die Türken eine Einheit Reiter siegreich ins Feld geführt und sein Bruder Johann hatte das Erbe im Schloss Erprath bei Xanten angetreten. Spätestens die Generation der Enkel hatte den Protestantismus angenommen, was Teile der Familie zur Auswanderung aus dem katholischen Rheinland nach Wittgenstein, Nassau und Hessen angetrieben hatte. Bürgerliche Nachkommen der Familie, die nur den Namen „Schramm“ trugen, lebten in Bad Berleburg, Dillenburg und Herborn. Der Professor und Theologe Johann Heinrich Schramm aus Herborn stammte aus diesem Zweig der Familie.
Ein weiterer berühmte Nachkomme des Geschlechtes ist Wilhelm von Hornumb, der während und noch lange nach dem Dreißigjährigen Krieg militärische Erfolge feiern konnte. Er verstarb 1685 im hessischen Rosenthal. Wilhelm heiratete Helene von Clauer zu Wohra (Tochter von Carl von Clauer zu Wohra und Helene Schenck zu Schweinsberg). Der Sohn Johann Wilhelm von Horn genannt Schramm heiratete 1677 Guda von Fleckenbühl genannt Bürgel (Tochter von Peter Heinrich von Fleckenbühl genannt Bürgel und Anna Elisabetha von Breidenbach genannt Breidenstein zu Bellingshausen). Dessen Sohn wiederum Heinrich Wilhelm von Horn (gestorben 1723) konnte durch die Ehe mit Eleonora von Eysenberg eine Verbindung mit dem Hochadel eingehen. Eleonora war die Tochter des Grafen Johann Ludwig von Isenburg-Birstein zu Offenbach und dessen dritter morganatischen Ehefrau Juliana Bilgen Frau von Eysenberg. Mit der Enkelgeneration in Langenselbold, die durchweg bürgerlich heiratete, endet die nachvollziehbare männliche Stammfolge des Adelsgeschlechtes.

## Persönlichkeiten
- Wilhelm von Hornumb (vor 1630–1685), Offizier im Dreißigjährigen Krieg
- Johann Heinrich Schramm (1676–1753), deutscher reformierter Theologe

## Wappen
Ein silberner Schild belegt mit einem rechtsschrägen Balken und in der Helmzier ein silberner Brackenrumpf, der Hals belegt mit demselben rechtsschrägen roten Balken. Die Helmdecke ist, da der silberne Brackenrumpf in die Decke übergeht, außen silbern und innen rot.